# Piracuruca
Piracuruca este un oraș în Piauí (PI), Brazilia.